# Shahrestān-e Langarūd
Shahrestān-e Langarūd (persiska: شهرستان لنگرود, لنگرود) är en delprovins (shahrestan) i Iran.   Den ligger i provinsen Gilan, i den norra delen av landet, 200 km nordväst om huvudstaden Teheran.
Delprovinsen hade 140 686 invånare 2016.